# Иикту
Иикту́ — горная вершина на Алтае, одна из самых высоких в Южно-Чуйском хребте. Высота 3936 метров. Со склона горы в северо-восточном направлении спускается один из крупнейших ледников Алтайской горной системы — Большой Талдуринский. Административно вершина расположена в Кош-Агачском районе Республики Алтай РФ.

## Этимология
Иикту (алт. Ыйык — а) духи рек, гор и долин; б) фетиш, предмет преклонения, почитания; в) священный; г) также устар. животное, посвященное в жертву; Туу — камень, гора) — букв. священная гора.

## Восхождения
Первовосхождение совершила группа Виталия Абалакова 12 сентября 1933 года.
«Экспедиция Ц.С ОПТЭ 12/IX 33 г. в составе: Абалакова В. М., Дадиомова М., Казаковой Е. А., Чередовой В. П. поднялись по Восточной стене. Выход 5.15 поднялись в 10 ч. Время восх. 4 ч. 45 м. Высота по альт. 4005 м. Заснята фотопанорама. Погода ясная, холодно, южный ветер», — из оставленной на вершине записки.
28 июля 1937 года специально организованная школа из 33-х инструкторов по альпинизму установила на вершине бюст Владимира Ленина по традиции тех лет.

## Галерея

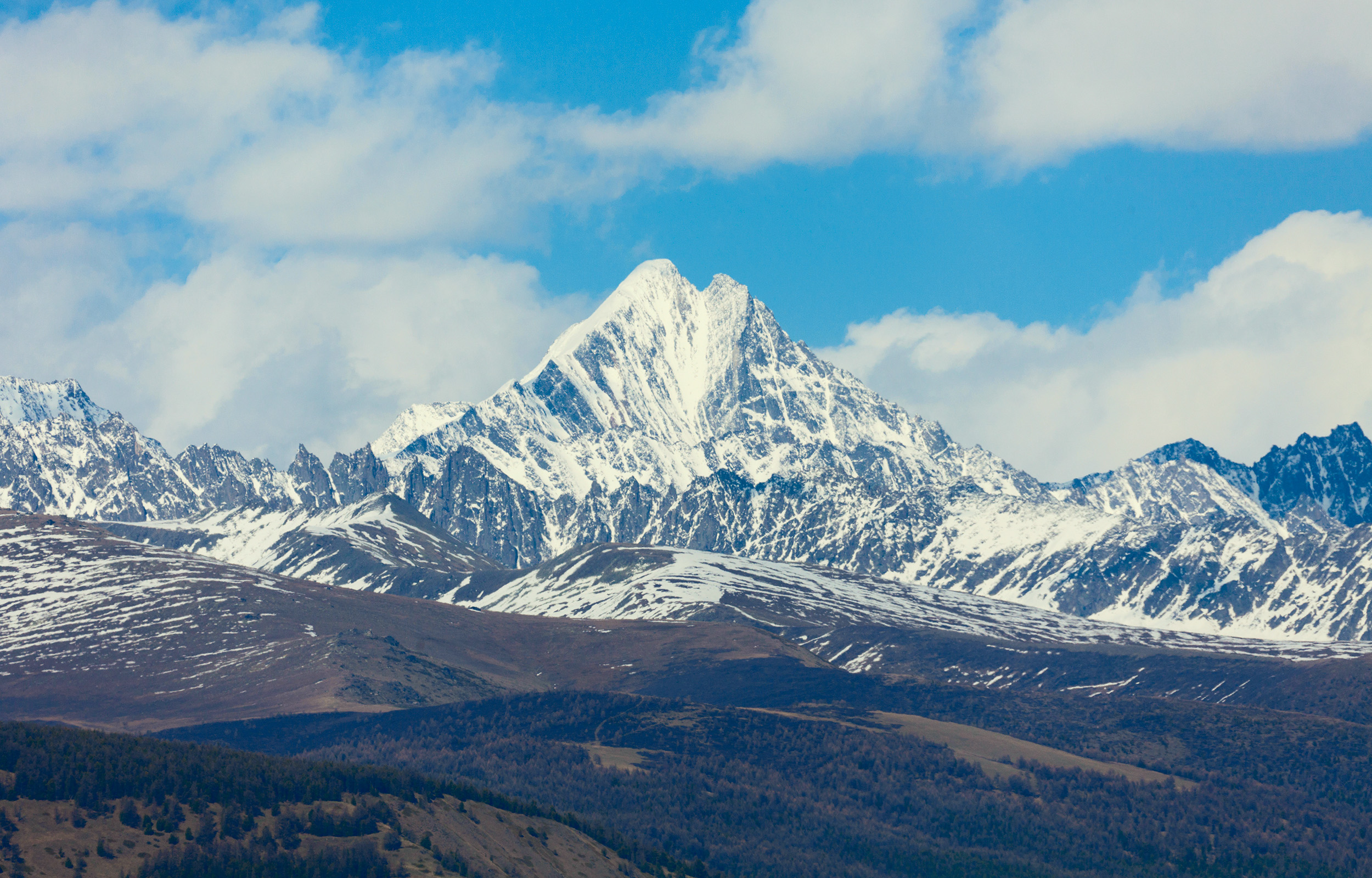
Иикту, вид от реки Аргут
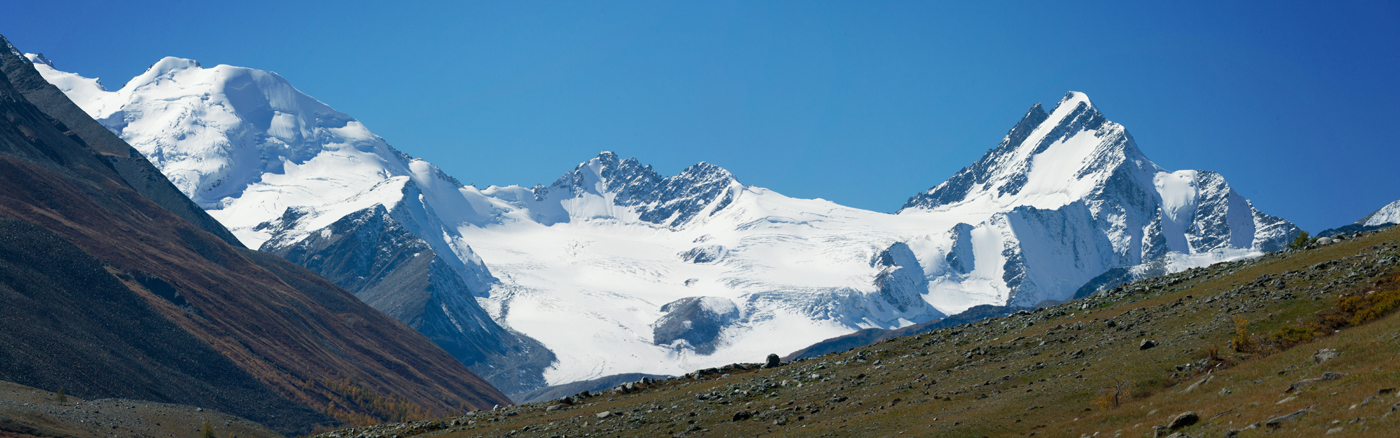
Иикту и Талдуринский ледник
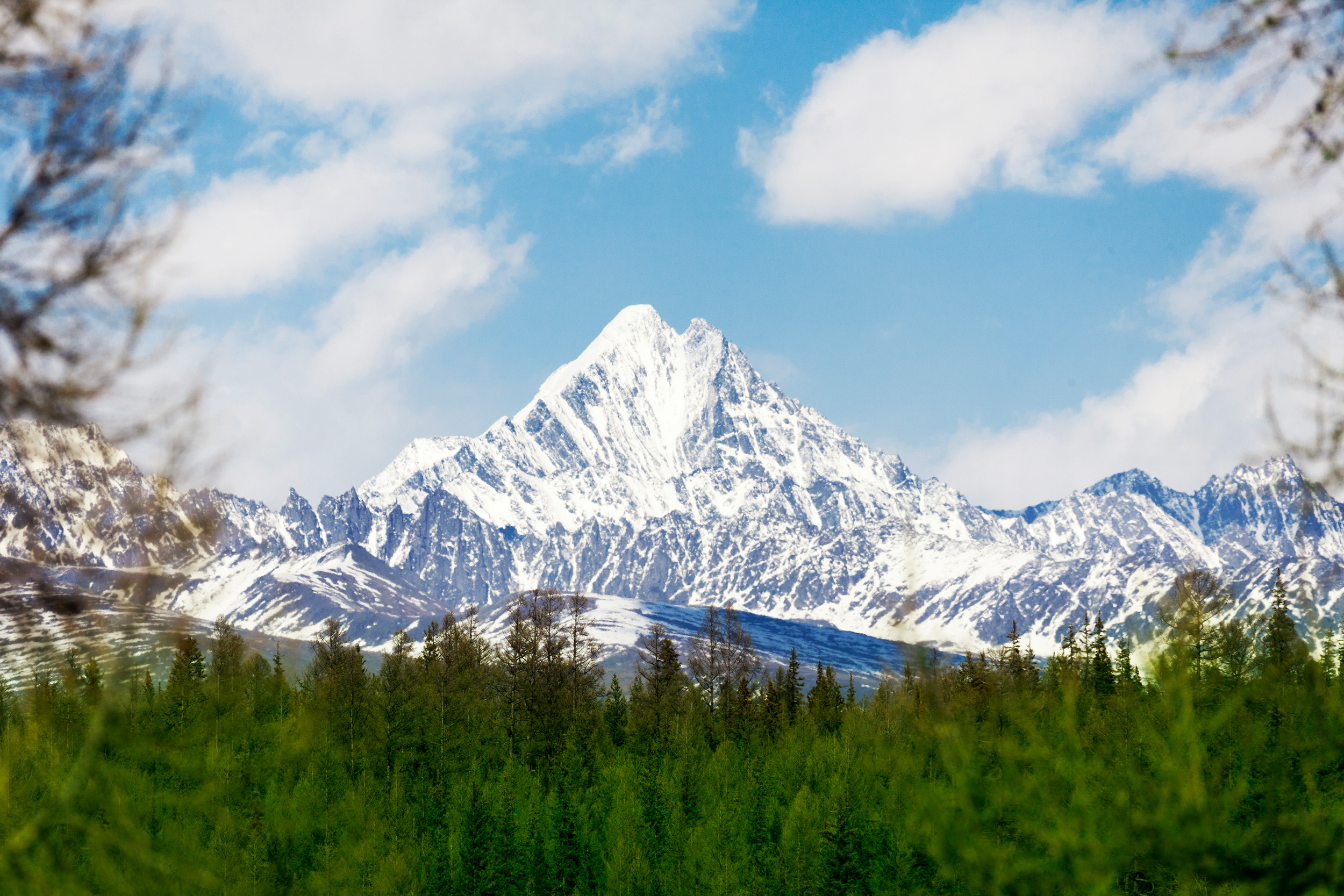
Иикту из степи Самаха
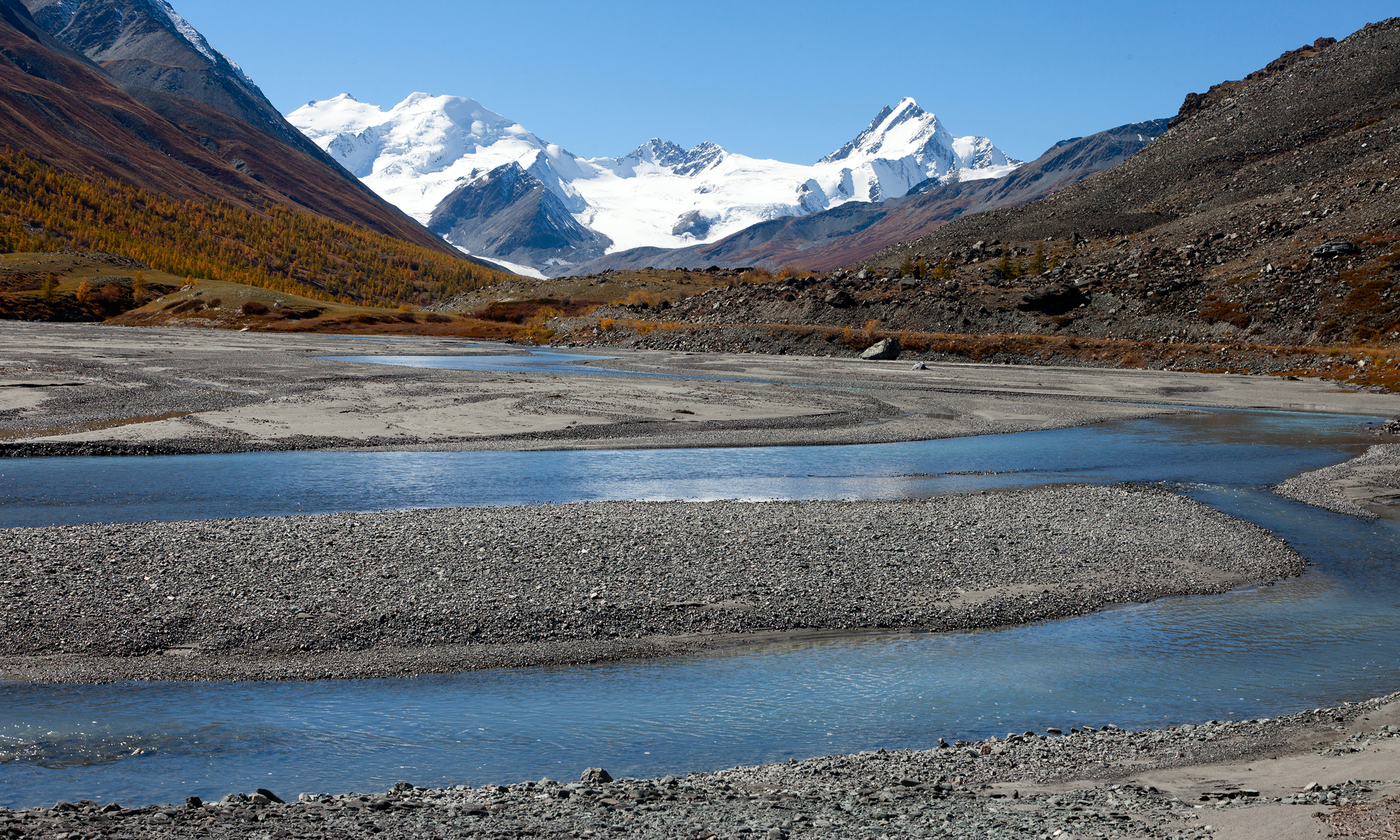
Иикту от реки Талдура